# Sinquena
Die Sinquena war ein spanisches Volumenmaß für Öl in Tarragona.
- 1 Sinquena = 5 Cuartales = 20,65 Liter
- 1 Cuartan/Cuartal = 4,13 Liter (In Barcelona als Cortan = 209,2 Pariser Kubikzoll = 4,15 Liter)